# توکاهای آسیایی
توکاهای آسیایی (نام علمی: Zoothera) نام یک سرده از تیره توکایان است.